# Gugak TV
Gugak TV은 대한민국의 방송국 국악방송의 텔레비전 채널 중 하나이다. 수도권에서 TV 99.1㎒로 방송되며 매일 오전 5시부터 다음 날 오전 5시까지 하루 24시간 방송된다. 2019년 12월 17일부터 TV 방송이 개국되었으며, 해외에서는 국악방송 앱에서 청취할 수 있다.

## 연혁
- 2019년 12월 17일 - Gugak TV 개국 (호출부호 HLQA-FM, 주파수 초단파 99.1㎒, 출력 5㎾, 관악산 송신소 전파 발사)

## 방송 프로그램(편성표)
- 월 ~ 금 08:55, 13:55, 15:55, 19:55 - 국악방송에서 전하는 문화소식입니다 <왕준호>
- 월 ~ 일 05:00 ~ 07:00 - 솔바람 물소리 [대전] <김성필>
- 월 ~ 일 07:00 ~ 08:55 - 창호에 드린 햇살 <박경소>
- 월 ~ 일 09:00 ~ 11:00(본), 00:00 ~ 02:00(재) - 국악산책 <송지원>
- 월 ~ 금 09:00 ~ 10:55 - 꿈꾸는 청춘 [대전] <김경훈>
- 월 ~ 금 09:00 ~ 11:00 - 남도마실 [광주] <지정남>
- 월 ~ 금 11:00 ~ 12:00(본), 22:00 ~ 23:00 (재) - 문화시대 김경란입니다 <김경란>
- 토 11:00 ~ 12:00 - 이금희와 함께 음악의 숲을.. <이금희>
- 월 ~ 일 12:00 ~ 14:00 - 음악이 흐르는 마루 [전주] <이진영>
- 월 ~ 금 12:00 ~ 13:55 - 충청풍류 다이어리 [대전] <정영미>
- 월 ~ 금 14:00 ~ 16:00 - 바투의 상사디야 <바투>
- 토 ~ 일 14:00 ~ 16:00 - 온고을 상사디야 [전주] <강길원>,<방수미>
- 월 ~ 금 16:00 ~ 17:40 - 오후의 음악정원 <김민경>
- 월 ~ 일 16:00 ~ 17:40 - 노래가 좋다 <황민왕>
- 월 ~ 일 17:40 ~ 18:00 - 오정해가 전하는 엄마의 국악 '달강달강' <오정해>
- 월 ~ 일 18:00 ~ 20:00 - 맛있는 라디오 <김필원>
- 월 ~ 일 18:00 ~ 19:30 - 무돌길 산책 [광주] <양지현>
- 월 ~ 목 20:00 ~ 21:00 - FM국악당 <현경채>
- 금 20:00 ~ 21:00 - 김상연의 FM국악당 [광주] <김상연>
- 토 20:00 ~ 21:00 - 신찬균의 FM국악당 [대전] <신찬균>
- 일 20:00 ~ 21:00 - 연구의 현장 <박정경>
- 월 ~ 일 21:00 ~ 22:00 - 글과 음악의 온도 <황인찬>
- 월 ~ 금 23:00 ~ 00:00 - 음악의 교차로 <신창렬>
- 토 ~ 일 22:00 ~ 23:00 - 원일의 여시아문 <원일>
- 토 ~ 일 23:00 ~ 00:00 - 황윤기의 세계음악여행 <황윤기>
- 월 ~ 일 02:00 ~ 05:00 - 흐르는 음악처럼 [광주] <진행자 없음>

## 주파수
| 방송국       | 송신소          | 주파수     | 출력 | 송신소 위치                           | 호출부호 | 비고  |
| ------------ | --------------- | ---------- | ---- | ------------------------------------- | -------- | ----- |
| Gugak TV     | 남산 송신소     | FM 99.1㎒  | 5㎾  | 서울 용산구 남산공원길 126            | HLQA-FM  |       |
| Gugak TV     | 괘방산 송신소   | FM 103.3㎒ | 1㎾  | 강원 강릉시 강동면 정동진리 산19-1    | HLQA-FM  | [ 1 ] |
| Gugak TV     | 미륵산 송신소   | FM 95.3㎒  | 1㎾  | 전북 익산시 삼기면 연동리 산69-2      | HLQA-FM  |       |
| Gugak TV     | 교룡산 중계소   | FM 95.9㎒  | 1㎾  | 전북 남원시 산곡동 산25-1             | HLQA-FM  |       |
| Gugak TV     | 대둔산 송신소   | FM 94.7㎒  | 500W | 전남 해남군 현산면 황산리 산1-16      | HLQA-FM  |       |
| Gugak TV     | 앞산 송신소     | FM 107.5㎒ | 1㎾  | 대구 남구 대명9동 산227-1             | HLQA-FM  | [ 2 ] |
| Gugak TV     | 도음산 송신소   | FM 107.9㎒ | 1㎾  | 경북 포항시 북구 흥해읍 대련리 1104-1 | HLQA-FM  |       |
| Gugak TV     | 영도 송신소     | FM 98.5㎒  | 1㎾  | 부산 영도구 신선동3가 산1-1           | HLQA-FM  |       |
| Gugak TV     | 견월악 송신소   | FM 91.3㎒  | 0.5W | 제주 제주시 봉개동 산78-1             | HLQA-FM  | [ 3 ] |
| Gugak TV     | 삼매봉 중계소   | FM 106.9㎒ | 0.5W | 제주 서귀포시 서홍동 822-1            | HLQA-FM  | [ 4 ] |
| 대전국악방송 | 대전 송신소     | FM 90.5㎒  | 1㎾  | 대전 동구 효동 122-1                  | HLEK-FM  | [ 5 ] |
| 대전국악방송 | 충주남산 중계소 | FM 101.7㎒ | 300W | 충북 충주시 목벌동 산58-3             | HLEK-FM  | [ 6 ] |
| 대전국악방송 | 영동 중계소     | FM 99.3㎒  | 100W | 충북 영동군 영동읍 주곡리 산32-3      | HLEK-FM  | [ 6 ] |
| 광주국악방송 | 무등산 송신소   | FM 99.3㎒  | 1㎾  | 광주 동구 운림동산 132-4              | HLEG-FM  |       |

## 같이 보기
- 국악방송